# Centrochares horrificus
Centrochares horrificus är en insektsart som beskrevs av John Obadiah Westwood. Centrochares horrificus ingår i släktet Centrochares och familjen hornstritar. Inga underarter finns listade i Catalogue of Life.